# 12 Hydrae
12 Hydrae (12 Hya / D Hydrae / HD 74918) es una estrella en la constelación de Hidra.
Aunque hoy no tiene nombre propio, en la astronomía china era conocida como Tianji —aunque algunas fuentes asignan este título a λ Velorum—, que representaba un asesor que decidía si los animales eran lo bastante viejos para ser sacrificados.
De magnitud aparente +4,32, se encuentra a 244 años luz del sistema solar.
12 Hydrae es una gigante amarilla de tipo espectral G8III con una temperatura efectiva entre 5012 y 5063 K.
Es 79 veces más luminosa que el Sol y tiene un diámetro 12 veces más grande que el diámetro solar; su tamaño es comparable al de otras estrellas gigantes similares como Vindemiatrix (ε Virgnis) o β Lacertae.
12 Hydrae exhibe un contenido metálico inferior al solar: diversas fuentes le asignan un índice de metalicidad [Fe/H] entre -0,14 y -0,30.
Tampoco hay claro consenso en cuanto a su edad; un estudio indica una edad de 400 millones de años mientras que otro eleva esta cifra hasta los 670 millones de años.
Con una masa estimada de 2,8 masas solares, es una estrella del disco fino al igual que el Sol.
12 Hydrae puede tener una compañera estelar, formando una binaria astrométrica de largo período.
La posible acompañante tiene magnitud +13,7 y la separación actual entre ambas estrellas es de 25 segundos de arco.